# Concilio di Melfi IV
Il Concilio di Melfi IV è un Sinodo della Chiesa cattolica, convocato e presieduto dal papa Pasquale II nel 1101.

## Scheda
| Concilio                 | Pontefice che presiede i lavori | Partecipanti religiosi                     | Partecipanti nobili                   | Data di svolgimento              | Provvedimenti principali                                                                              | Note                                                                                |
| Quarto concilio di Melfi | Pasquale II                     | Vescovi, cardinali, abati del Mezzogiorno. | prendono parte tutti i Conti Normanni | Agosto 1101 (data più probabile) | scomunica della città di Benevento - Chiusura della vertenza tra Montecassino e Santa Maria in Cingla | Il Papa concede al Vescovo di Melfi il privilegio di dipendere direttamente da Roma |

## Aspetti organizzativi
Il Sinodo è promulgato nella Città di Melfi per discutere delle emergenze religiose e per verificare i rapporti fra il Papato ed i Capi Normanni.
I lavori si tengono nel castello di Melfi, ove si riuniscono i Vescovi del Mezzogiorno e vi partecipano cardinali, abati e religiosi.
Un ritratto del Pontefice, realizzato nel periodo 1748 / 1765, sarà esposto nella cattedrale di Melfi a ricordo dell'avvenimento.

Veduta del Castello di Melfi (Potenza)

## Incertezza sulla data
La data del concilio sarebbe quasi certamente in agosto 1101, quando il Papa Pasquale II ritorna dalla visita a Mileto in Calabria e va a Canosa in Puglia, ove riunisce i Vescovi di Canosa e Canne.
Per quanto la data resti incerta, e comunque compresa nell'estate, è da escludere che il Concilio possa essere avvenuto nell'anno 1100, come riportato da alcune fonti per errore, motivato probabilmente dal fatto che l'anno per il calendario bizantino, ancora in vigore in tutto il Ducato di Puglia, inizia il primo settembre e termina a fine agosto.

## Aspetti religiosi
Il Pontefice lancia la scomunica alla città di Benevento perché i maggiorenti si sono schierati contro la Chiesa.
Il Papa concede al Vescovo di Melfi il privilegio di dipendere direttamente da Roma e stabilisce che i futuri Vescovi della Diocesi saranno consacrati direttamente dal Papa stesso. In passato la Diocesi dipendeva dall'Arcivescovo metropolita di Canosa e Bari.
Pasquale II emette una bolla che chiude la lunga vertenza, già discussa dal Pontefice Urbano II al Concilio di Bari, tra l'abbazia di Montecassino e Gemma, figlia di Pietro, conte di Caiazzo, Badessa di Cingla e conferma ai Benedettini cassinesi il patrimonio a suo tempo sottratto. Va ricordato in proposito che in seguito Rainulfo di Alife litigherà con il papa Callisto II e richiederà la restituzione del monastero di Santa Maria in Cingla presso Alife all'abbazia di Montecassino.

## Aspetti politici
Al Concilio Papale prendono parte anche tutti i Conti Normanni. Va ricordato che Pasquale II deve la sua elezione all'appoggio economico e militare dei Normanni, che hanno stroncato il tentativo della nobiltà romana di eleggere come antipapa il cardinale di Santa Rufina.
Il Pontefice appare duttile nel tentativo di ricomporre il conflitto che contrappone la Santa Sede all'Impero Bizantino, e mostra un atteggiamento "conciliante" nel modo di intendere il rapporto fra lo stesso Papa ed il Concilio.

## Altri Concili tenuti a Melfi
Il quarto Concilio di Melfi faceva seguito a tre analoghi sinodi indetti nella stessa capitale del ducato d'Apulia. Cinque diversi Pontefici organizzarono qui altrettanti Concili nel giro di 78 anni, tra il 1059 ed il 1137. In particolare il predecessore Niccolò II aveva indetto nel 1059 il Concilio di Melfi I; poi il papa Alessandro II nel 1067 aveva tenuto il Concilio di Melfi II, quindi nel 1089 Urbano II aveva organizzato il Concilio di Melfi III. Dopo sarà Innocenzo II nel 1137 ad indire il Concilio di Melfi V, ultimo della serie.

## Cronologia dei concili di Melfi
| Concilio                                                        | Pontefice che presiede i lavori | Data di svolgimento                | Provvedimenti principali                                                                               |
| Primo concilio di Melfi-                                        | Niccolò II                      | 3 - 25 agosto 1059                 | Fu preceduto dal trattato di Melfi e si concluse con il concordato di Melfi.                           |
| Secondo concilio di Melfi-                                      | Alessandro II                   | 1º agosto - settembre 1067         | Scomunica Roberto il Guiscardo.                                                                        |
| Terzo concilio di Melfi-                                        | Urbano II                       | 10 - 17 settembre 1089             | Bandisce la Prima Crociata.                                                                            |
| Quarto concilio di Melfi                                        | Pasquale II                     | agosto 1101 - (La data è incerta). | Scomunica la città di Benevento.                                                                       |
| Concilio di Melfi Non riconosciuto dalla chiesa (senza Numero)- | Antipapa Anacleto II            | 5 novembre 1130.                   | Crea la corona di Re di Sicilia e la assegna a Ruggero II Altavilla.                                   |
| Quinto concilio di Melfi-                                       | Innocenzo II                    | 4 - 18 luglio 1137                 | Scomunica l'antipapa Anacleto II e delegittima Ruggero II Altavilla in favore di Rainulfo III Drengot. |

## Nota
Il Concilio (senza Numero) tenuto nel 1130 non è riconosciuto dalla chiesa perché è organizzato dall'Antipapa Anacleto II.